# Podhrázský potok
Podhrázský potok (dříve Vintýřův potok nebo Letinský potok) je potok v okrese Plzeň-jih, který ústí do řeky Úslavy v obci Zdemyslice. Jeho nadměrný průtok (způsobený protržením čtyř rybníků) v roce 1890 způsobil železniční nehodu, která si vyžádala 5 mrtvých a 42 zraněných.
Na potoku je zaznamenán výskyt raka kamenáče.

## Průběh toku
Potok pramení u vrchu Rampich u obce Skašov v nadmořské výšce 551 m n. m. Dále propustkem překonává silnici II/117 a ve Skašovském lese napájí malé jezírko. Poté dále pokračuje okolo lázní v Letinech, kde je použito k napájení místního koupaliště, do Letinského velkého rybníka. Ten je vypouštěn do bažin, které se dále volně transformují v rybník Pozorka. Pomocí mostku v Drahkově znovu překoná silnici II/117 a pokračuje do Chocenického Újezdu, kde je zdrojem vody pro Mlýnský a Podhrázský rybník (na němž se od roku 1717 nacházel mlýn). Okolo kaple svaté Barbory pak překoná mimoúrovňové křížení silnic I/20 a II/178 a dostává se do Mlýnského rybníka v obci Seč. Okolo osady Podhájí poté pokračuje pomocí železničního viaduktu přes trať č. 191 a před Zdemyslicemi se vlévá do řeky Úslavy. Jedná se tedy o její levostranný přítok.

### Přítoky
V následujícím seznamu nejsou brány v potaz nevýznamné bezejmenné přítoky:
- v Chocenickém Újezdu levostranný přítok, Lesní potok
- u osady Podhájí levostranný přítok, Únětický potok